# Formosa-Allianz
Die Formosa-Allianz (chinesisch 喜樂島聯盟, Pinyin Xǐlè Dǎo Liánméng, englisch Formosa Alliance, Pe̍h-ōe-jī Hí-lo̍k-tó Liân-bêng) ist eine politische Partei in der Republik China auf Taiwan.

## Geschichte
Am 28. Februar 2018 erklärte Kuo Pei-hung (高俊明), presbyterianischer Pastor und Vorsitzender von Formosa Television (FTV, 民視), öffentlich seine Absicht, eine Interessenvereinigung zu gründen, die die Unabhängigkeit Taiwans vorantreiben sollte. Als Unterstützer nannte er die ehemaligen Präsidenten Lee Teng-hui und Chen Shui-bian sowie die ehemalige Vizepräsidentin Annette Lu. 
Am 6. April 2018, dem Vortag der eigentlichen Gründung, schalteten verschiedene Organisationen von Auslands-Taiwanern eine ganzseitige Anzeige in der Liberty Times, in der 1350 unterzeichnende Personen ihre Unterstützung für ein Referendum über die Unabhängigkeit Taiwans und für die Aufnahme Taiwans in die Vereinten Nationen bekundeten. Die eigentliche Gründung der Formosa-Allianz fand am Folgetag auf einer Kundgebung in Kaohsiung statt. Der Gründungstag wurde bewusst gewählt, um an den 29. Todestag des Demokratie-Aktivisten Cheng Nan-jung zu erinnern, der sich am 7. April 1989 aus Protest gegen die damalige politische Unfreiheit selbst in Brand gesetzt hatte. In der Allianz schlossen sich verschiedene Gruppen und Personen, die eine vollständige Unabhängigkeit Taiwans befürworteten, zusammen. Dazu zählten unter anderem die Taiwanische Solidaritätsunion (TSU) und einzelne Politiker aus den Reihen der Demokratischen Fortschrittspartei (DPP) und der New Power Party (NPP). Teilnehmer der Gründungsveranstaltung äußerten wiederholt ihre Unzufriedenheit mit der bisherigen Politik der seit zwei Jahren amtierenden Präsidentin Tsai Ing-wen. Auf der Gründungsveranstaltung hielt der 95-jährige Lee Teng-hui eine Ansprache, in der er die Bevölkerung Taiwans dazu aufrief, ihre Zukunft in die eigenen Hände zu nehmen, und andererseits die Volksrepublik China aufforderte, ihre Ein-China-Politik aufzugeben. Erklärtes Ziel der Allianz war die Abhaltung eines Referendums, in dem über die Frage abgestimmt werden sollte, ob sich die Republik China in „Taiwan“ umbenennen und unter diesem Namen um die Aufnahme in die Vereinten Nationen bewerben solle. Rechtsexperten zeigten sich in Bezug auf die anvisierte Änderung des Staatsnamens von „Republik China“ in „Taiwan“ skeptisch. Hierfür sei eine Verfassungsänderung nötig, die eine 4/5-Mehrheit im Legislativ-Yuan erfordere. Referenden über Verfassungsänderungen seien außerdem aufgrund der Gesetzeslage nicht möglich.
Im Referendum, das am 24. November 2018 abgehalten wurde, sprach sich die Allianz für eine künftige Bewerbung der Republik China (die bisher nur unter der Bezeichnung Chinesisch Taipeh an internationalen Sportveranstaltungen teilnehmen kann) unter dem Namen „Taiwan“ aus. Trotz der Unpopularität von „Chinesisch Taipeh“ votierte eine Mehrheit der Abstimmenden gegen den Vorschlag, da zu befürchten stand, das dann die weitere Teilnahme Taiwans an internationalen Sportveranstaltungen durch die Volksrepublik China blockiert werden würde.
Am 7. April 2019 erklärte die Formosa-Allianz, die sich zunehmend wie eine politische Partei aufführte, ihre Trennung von der DPP. Als ihre Farbe wählte sie Türkis, um sich von Grün der DPP abzugrenzen. Ihr erstes Treffen hielt die Allianz am 16. Juni 2018 in Taichung ab. Die Allianz forderte eine Änderung des Referendumsgesetzes, damit auch über Verfassungsänderungen abgestimmt werden könne. Am 20. Juli 2019 wandelte sich die Allianz offiziell in eine politische Partei um und kündigte ihre Teilnahme an der Wahl des Legislativ-Yuans im nächsten Jahr an. Lo Jen-kuei (羅仁貴) – ebenso ein presbyterianischer Pastor – wurde zum ersten Parteivorsitzenden gewählt.
Offiziell stellte die Formosa-Allianz keinen Kandidaten für die Präsidentenwahl 2020 auf. Allerdings bekundeten mehrere Personen ihr Interesse, so unter anderem der in den Internetmedien aktive Professor Ou Chong-jing (歐崇敬). Auch Annette Lu – formal immer noch DPP-Mitglied – meldete ihre Kandidatur an, wobei sie auf die Unterstützung durch die Formosa-Allianz hoffte, zog sie aber später wieder zurück.
Für die Wahl des Legislativ-Yuans 2020 stellte die Formosa-Allianz sechs Kandidaten für die landesweite Listenwahl und zwölf Kandidaten in den Wahlkreisen auf (Wahlkreise 4, 6 und 8 von Taipeh, je ein Kandidat für die Ureinwohnersitze des Flachlandes und des Berglandes, Wahlkreis 2 in Yunlin, Wahlkreis 3 in Taichung, Wahlkreise 1 und 2 im Landkreis Chiayi, Wahlkreis 3 und 6 von Kaohsiung, Wahlkreis Penghu). Keiner der Direktkandidaten wurde gewählt und mit 0,21 Prozent landesweitem Stimmenanteil scheiterte die Partei deutlich an der Fünf-Prozent-Hürde.